# Saint-Privat (Ardèche)
Saint-Privat település Franciaországban, Ardèche megyében. Lakosainak száma 1664 fő (2022. január 1.). Saint-Privat Aubenas, Lussas, Saint-Didier-sous-Aubenas, Saint-Julien-du-Serre, Ucel és Vesseaux községekkel határos.

## Népesség
A település népessége az elmúlt években az alábbi módon változott:
| Lakosok száma | 922  | 1129 | 1359 | 1540 | 1641 | 1693 | 1735 | 1688 | 1664 | 1664 |
|               | 1968 | 1982 | 1990 | 2006 | 2013 | 2015 | 2017 | 2019 | 2020 | 2022 |